# Ятрофизика

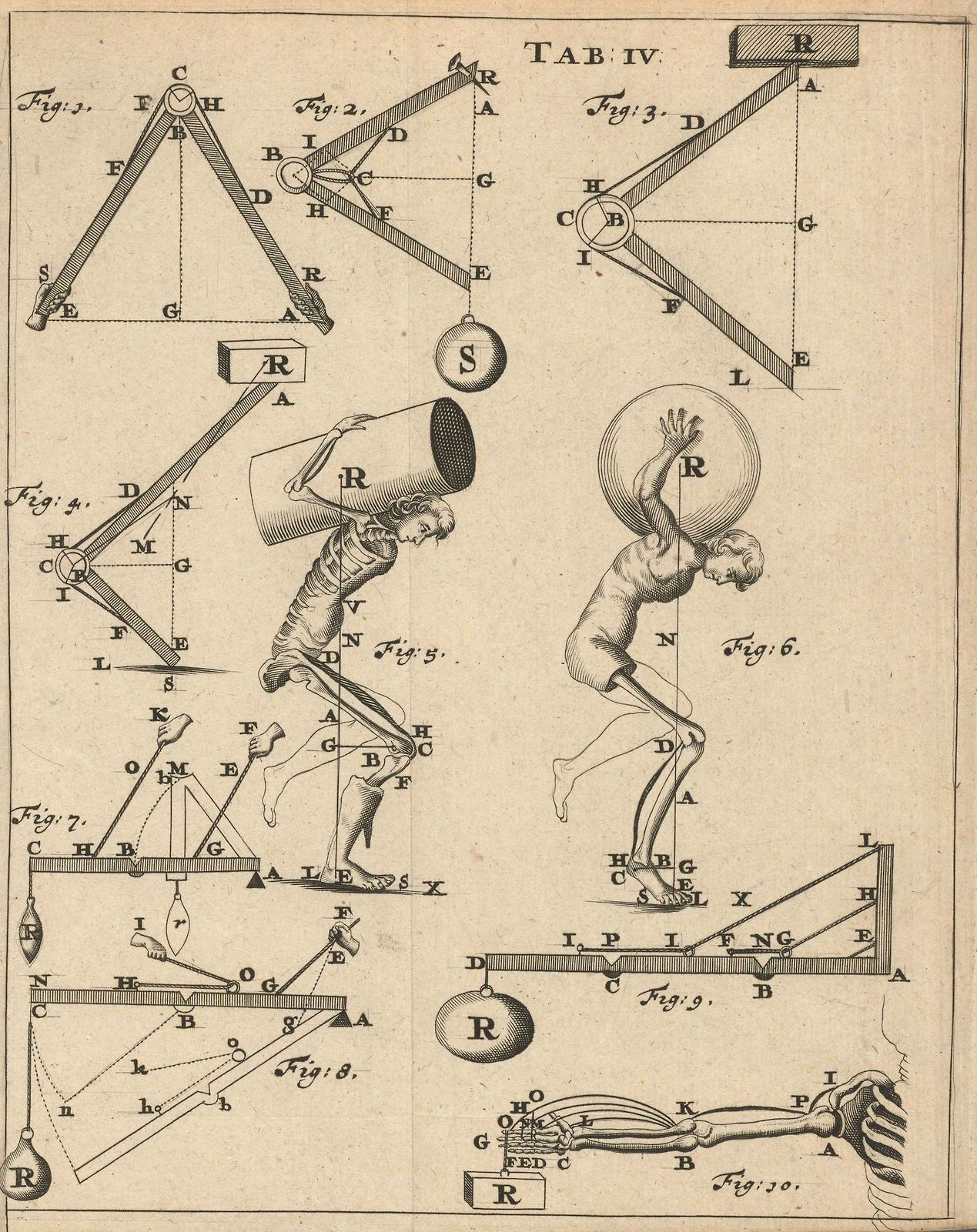
Ятрофизическая скелетно-мышечная схема человека из книги Джованни Борелли De Motu Animalium (О движении живых существ, 1685)

Ятрофизика, устар. «Иатрофизика, Йатрофизика» (с др.-греч. — «ἰατρός» — «врач» и «физика») — направление медицины, сводившее функционирование живого организма, как больного, так и здорового, к законам физики (в первую очередь к законам механики). Школа ятрофизиков противопоставляла себя школе ятрохимиков, которая все процессы человеческого организма сводила к химическим процессам — и, соответственно, все болезни пыталась лечить с помощью химических препаратов.
Лечение болезни при ятрофизическом подходе рассматривалось прежде всего как ремонт механизма. Итальянский медик Джорджо Бальиви (1668—1707), к примеру, рассматривал человеческую руку как рычаг, грудную клетку — как кузнечный мех, а сердце — как насос. Подобных взглядов придерживался шведский профессор медицины Ларс Руберг (1664—1742), который исходил из того, что «человек есть машина» (лат. homo machina est): «человеческое сердце — насос, лёгкие — кузнечный мех, живот — корыто».
Ятрофизика была распространена в XVI—XVIII веках, её идеи развивали многие естествоиспытатели, в том числе Джованни Борелли, Андреас Везалий, Рене Декарт, Бернардино Рамаццини. Большое значение для становления ятрофизического направления имело открытие кровообращения, сделанное Уильямом Гарвеем в 1616 году. На определённом этапе ятрофизика сыграла положительную роль в развитии медицины, поставив её на естественнонаучную основу. Учёные-ятрофизики совершили ряд открытий в различных областях медицины, предложили новые медицинские измерительные приборы (так, в 1626 году итальянский врач Санторио при участии Галилео Галилея создал первый ртутный термометр).
Ятрофизическая школа медицины утратила своё влияние в конце XVIII века, когда стала очевидна односторонность её подхода.
Иногда термины «ятрофизика» и «ятромеханика» считают синонимами, термин «ятроматематика» также иногда считают синонимом первых двух.